# Bataille de Milford Haven
Guerre de Cent Ans
Révolte des Gallois
Batailles
La bataille ou la prise de Milford Haven (août 1405) est un épisode de la Guerre de Cent Ans et de la Révolte des Gallois, marqué par le débarquement d’une force expéditionnaire française, dirigée par le maréchal Jean II de Rieux, à Milford Haven pour soutenir le chef rebelle gallois Owain Glyndŵr contre le roi d’Angleterre Henri IV. La ville est prise, mais les Anglais, sous les ordres de Thomas Berkeley, 5e baron Berkeley, Henry Pay, et Thomas Swinburne, ripostent en détruisant une partie de la flotte française, limitant l’impact de l’opération.

## Contexte
Au début du XVe siècle, la Révolte des Gallois secoue le Pays de Galles, où Owain Glyndŵr, proclamé prince de Galles en 1400, mène une rébellion contre le régime lancastrien d’Henri IV (roi d'Angleterre). Déclenchée par un différend avec le seigneur de Ruthin, la révolte gagne en ampleur, Owain contrôlant une grande partie du Pays de Galles en 1405 grâce au soutien de nobles anglais, écossais, castillans, et français. 
La France, en conflit avec l’Angleterre dans le cadre de la Guerre de Cent Ans, voit dans la révolte galloise une opportunité d’affaiblir Henri IV. En 1405, le roi Charles VI ordonne l’envoi d’un corps expéditionnaire dirigé par Jean II de Rieux, maréchal de France, pour soutenir Owain. Milford Haven, port stratégique du Pembrokeshire, est choisi comme point de débarquement pour rejoindre les forces galloises et attaquer les places fortes anglaises.

## Déroulement
Le 7 août 1405, une flotte française de 140 navires, partie de Brest en juillet, arrive à Milford Haven avec 2 600 soldats (800 hommes d’armes, 600 arbalétriers, 1 200 autres soldats), commandés par Jean II de Rieux. La flotte a perdu presque tous ses chevaux en mer par manque d’eau douce. Les Français rejoignent les rebelles gallois d’Owain Glyndŵr, dont l’effectif est inconnu mais probablement de plusieurs centaines.
Les Franco-Gallois s’emparent rapidement de la ville de Milford Haven, profitant de la faiblesse de la garnison anglaise. Cependant, Thomas Berkeley, 5e baron Berkeley et Henry Pay, à la tête de forces navales anglaises, contre-attaquent en brûlant 15 navires français au port, limitant l’efficacité de l’opération.

## Conséquences
La prise de Milford Haven renforce temporairement la révolte d’Owain Glyndŵr, mais la destruction de 15 navires français affaiblit le soutien naval. Les Franco-Gallois poursuivent leur campagne dans le sud du Pays de Galles, mais l’opération n’a pas d’impact stratégique décisif, la révolte s’essoufflant face à la répression anglaise.

## Commémorations
Aucune commémoration spécifique de la prise de Milford Haven n’est mentionnée dans les sources. L’événement reste un épisode marquant de l’histoire locale du Pembrokeshire et de la révolte d’Owain Glyndŵr. Elle sera tout de même retranscrite à travers l'oeuvre de Robert Bowyer